# تپه ایلوار
تپه ایلوار مربوط به پیش از تاریخ تا دوران‌های تاریخی پس از اسلام است و در شهرستان کردکوی، روستای ایلوار واقع شده و این اثر در تاریخ ۱۱ مهر ۱۳۸۳ با شمارهٔ ثبت ۱۱۱۸۱ به‌عنوان یکی از آثار ملی ایران به ثبت رسیده است.